# Alice Wallenberg
Alice Olga Constance Wallenberg (/aˈliːs/), ogift Nickelsen, född 4 juli 1858 i dåvarande Kristiania i Norge, död 1 mars 1956 i Skeppsholms församling i Stockholm, var en norsk-svensk donator. Hon var från 1878 gift med finansmannen och politikern Knut Wallenberg (1853–1938). Genom deras donation på 20 miljoner kronor skapades Knut och Alice Wallenbergs Stiftelse år 1917. Wallenberg var styrelseledamot för Svenska sällskapet för rashygien.
Paret hade inga egna barn, men tog år 1888 fosterdottern Jeanne "Nannie" Nyström (1885–1962), senare Wallenberg, som tillsammans med maken Helge Lybeck (1879–1961) hade Fogelviks slott i Östergötland och fick fem barn. Nannie Wallenberg gifte på 1920-talet om sig med hotellägaren Otto Pantzer i Merano, Italien, men skilde sig även från honom.